# Palestina (Caldas)
Palestina es un municipio de la región centro sur del departamento de Caldas, Colombia. Ubicado en la Región Central Cafetera, conocida como el Eje Cafetero, que cuenta con una cultura y tradición ligadas a la colonización antioqueña y al cultivo del Café.
En esta localidad se encuentra en construcción el Aeropuerto del Café, con clara vocación de carga especialmente de exportación, dada la cercanía con la ciudad de Manizales (importante centro industrial), la diversidad de productos agropecuarios y agroindustriales de su zona de influencia que comprende municipios de los departamentos de Risaralda, Caldas, Quindío y norte del Valle del Cauca
Este municipio presenta muy diversos pisos térmicos, pues su territorio va desde las orillas del río Cauca hasta la cabecera municipal ubicada en la cima de la montaña.

## Historia
Se cree que el nombre de Palestina se debe a la religiosidad de los colonos, ya que este nombre recuerda la tierra que habitó Jesús. Fue fundada el 20 de octubre de 1855 por los colonos antioqueños que, motivados por las alturas, decidieron construir el poblado en la colina, desde donde se divisa el extenso paisaje cafetero.
Sus fundadores fueron Montegranario Hoyos, Anacleto López, Eusebio Ángel, José Giraldo, Antonio Vélez, Isaac Restrepo y Patricio Salazar.

## Límites municipales
Limita al norte con los municipios de Anserma y Manizales; al occidente con los de Chinchiná y Risaralda; al oriente con el de Manizales y al sur con el de Chinchiná.

## División Político-Administrativa
Además de su Cabecera municipal. Palestina tiene bajo su jurisdicción los siguientes Centros poblados:
- Arauca
- Cartagena
- El Jardín (Reposo)
- La Bastilla
- La Plata
- Santágueda

### Área Metropolitana
Constituida oficialmente luego de la consulta popular realizada en la subregión Centro sur del departamento de Caldas el 26 de noviembre de 2023, reúne los municipios de Palestina, Manizales, Villamaría y Neira.

## Economía
Palestina se encuentra en el corazón cafetero de Colombia, con los municipios de Chinchina y Manizales forman el triángulo cafetero más importante del Departamento
La zona cafetera está representada en el 68,52% del área municipal. Posee condiciones óptimas de clima y suelo para el desarrollo del cultivo del café. La economía del municipio se basa en la producción del café, lo que sitúa a Palestina como uno de los municipios más cafeteros del país, con alta productividad, el más tecnificado a nivel nacional y con el mayor porcentaje de población dedicada a esta actividad. A nivel departamental, el municipio se sitúa como el tercer productor de café después de Chinchina y Manizales.
La mano de obra de su cosecha ha sido en su gran mayoría externa del municipio en un 77% y el 23% restante le corresponde a la mano de obra local.
Palestina se convierte en una localidad cosmopolita, pues para la cosecha llegan recolectores de Antioquía, Risaralda, Quindío, Valle del Cauca, Tolima, Cundinamarca, Chinchina, Manizales, Medellín entre otros.

## Recursos naturales
En la región se desarrolla uno de los proyectos ambientales de mayor importancia en el país y es el Proyecto Forestal para la cuenca del Río Chinchiná (PROCUENCA) cuya misión es la generación de un proceso de desarrollo forestal, ambiental, económico y socialmente sostenible, bajo el esquema de responsabilidad compartida público-privada, a través de la consolidación de la cadena productiva que contribuya al mejoramiento de la calidad de vida en la región.
El proyecto abarca otros cuatro municipios además de Palestina, a saber: Neira, Chinchiná, Manizales y Villamaría.

## Infraestructura
Debido al nuevo proyecto del Aeropuerto del Café, se está mejorando y adecuando la población. Tal es el caso de la construcción de un nuevo Colegio.
En el año 2012 se inauguró el nuevo coliseo municipal, en 2015 se inauguró una nueva biblioteca, Actualmente se está construyendo el estadio municipal.
De la misma manera, se construye una vía de acceso adecuada para el ingreso al futuro aeropuerto.

## Símbolos

### Escudo
La forma del escudo, representa el mestizaje de la raza, el paso del Mariscal Jorge Robledo por esta comarca en 1.540, rumbo a la fundación de Cartago. La torre almenada, la consagración de la ciudad por los fundadores a Santa Bárbara (virgen de Nicomedia). La figura en zigzag y sus usos (bezantes), de la cultura indígena, nuestro ancestro Quimbaya y los nuevos Fundadores. El conjunto de colinas, el perfil de la tierra y las ruedas en engranaje, la fuerza hidráulica.
El cristal de nieve, el páramo de Cartago, Cumanday (Banco hermoso) para los Quimbayas y los Pijaos.
Metales y esmaltes: El oro: la riqueza; la plata: la hermosura; el Gules: la sangre de los fundadores; el azul el cielo y las aguas: el sinople; la fertilidad de la tierra y el sable: la firmeza y la constancia.
AB INITIO IN PACE Desde el principio en paz. Simboliza la armonía tradicional en paz entre los palestinenses. Irá en sable sobre la torre almenada, debajo de las troneras o ventanas.

### Bandera
Diseñada por el educador Omar Alzate Osorio: adoptada por medio del Decreto de la Alcaldía n.º 020 del 1 de julio de 1955. Izada solemnemente el 20 de julio del mismo año. Compuesta por dos franjas horizontales de igual tamaño, la superior amarilla y la inferior verde.
El amarillo simboliza la riqueza del suelo, la soberanía y la justicia. El verde, la fertilidad de la tierra y la esperanza de los hijos de Palestina con mejores destinos.

## Servicios públicos
- Energía Eléctrica: Central Hidroeléctrica de Caldas (CHEC), del grupo EPM, es la empresa prestadora del servicio de energía eléctrica.
- Gas Natural: Efigas es la empresa distribuidora y comercializadora de gas natural en el municipio.